# Kotel'nikovo
Kotel'nikovo è una città della Russia europea meridionale (oblast' di Volgograd), situata sulla riva del fiume Aksaj Kurmojarskij, 190 chilometri a sudovest del capoluogo Volgograd; è il capoluogo amministrativo del distretto omonimo.
La cittadina venne fondata nel 1897, annessa all'omonima stazione ferroviaria, aperta al servizio nel 1899; prese il nome dal vicino chutor (insediamento cosacco), il quale a sua volta fu battezzato dal nome della locale famiglia Kotel'nikov. La concessione dello status di città è del 1955.
Kotel'nikovo fu teatro di una importante battaglia nel dicembre 1942 durante la seconda guerra mondiale sul Fronte orientale. 
Kotel'nikovo è una fermata sulla linea ferroviaria fra Volgograd e Sal'sk; è inoltre dotata di un piccolo aeroporto.

## Società

### Evoluzione demografica
Fonte: mojgorod.ru
- 1959: 17.600
- 1970: 19.100
- 1979: 20.200
- 1989: 20.300
- 2007: 19.700
- 2021: 22.000